# 自由之丘产能短期大学
自由之丘产能短期大学（日语：／ Jiyugaoka Sanno Tanki Daigaku *），简称产能短大（さんのうたんだい），是一所位于日本东京都世田谷区的私立短期大学。

## 概要

### 简介
- 学校最早可以追溯到1925年即研究中心的创立[注 7]、学校成立于1942年10月。短期大学为于1950年开办、由学校法人产业能率大学经营[1][2]。招収男女学生[3]。

### 历史
- 1950年 产业能率短期大学成立。并同时设置能率科分离为两个专攻、以下列举[4]。
  - 生产能率专攻[注 5]
  - 事务能率专攻[注 5]
- 1951年 学校法人产业能率短期大学成立。
- 1962年 推销能率专攻成立于能率科第二部[注 5]
- 1963年 函授教育课程成立于能率科。
- 1965年 第一部成立于能率科、因此分离为两个课程。
- 1968年 经营机械化专攻成立于能率科第二部。能率科第一部分离为两个专攻、以下列举。
  - 经营机械化专攻
  - 经营能率专攻[注 2]
- 1973年 经营机械化专攻于第一部和第二部变更为经营信息处理专攻。
- 1982年 秘书专攻成立于能率科第一部。
- 1986年 两个专攻成立于能率科第二部成立、以下列举。
  - 经营能率专攻[注 6]
  - 经营信息专攻[注 6]
- 1989年 改校名为产能短期大学。
- 2000年 能率科第一部的专攻改名为、以下列举。
  - 经营能率专攻⇒经营信息专攻[注 3]
  - 经营信息处理专攻⇒同上
  - 秘书专攻⇒商务专攻[注 3]
- 2011年 最后一年招生于能率科第二部、次年停止招生[1]。
- 2013年 最后一年招生于能率科第一部、次年停止招生[5]。

### 宪章
- 请参看自由之丘产能短期大学的标志 （页面存档备份，存于） （日語） 2015年1月25日阅览。

## 学校环境
- 校区：在东京都世田谷区

## 历任校长
- 上野阳一：第一代短期大学校长1950年4月[4]。
- 上野一郎 1979年-1998年
- 森胁道子：现在短期大学校长[6]

## 组织

### 学科
- 能率科函授教育课程

### 前学科
- 能率科
  - 第一部[注 1]
    - 经营能率专攻[注 2]
    - 经营信息专攻[注 3]
    - 商务专攻[注 3]

  - 第二部[注 4]
    - 生产能率专攻[注 5]
    - 事务能率专攻[注 5]
    - 推销能率专攻[注 5]
    - 经营信息处理专攻[注 6]
    - 经营能率专攻[注 6]
    - 经营信息专攻[注 6]

### 专科
| - 没有 |

### 业余课程
| - 没有 |

### 附属机关
| - 图书馆 |

## 知名校友
- 奥平充男：竞轮选手

## 相关链接
- 日本短期大学列表